# Stortorget, Örebro

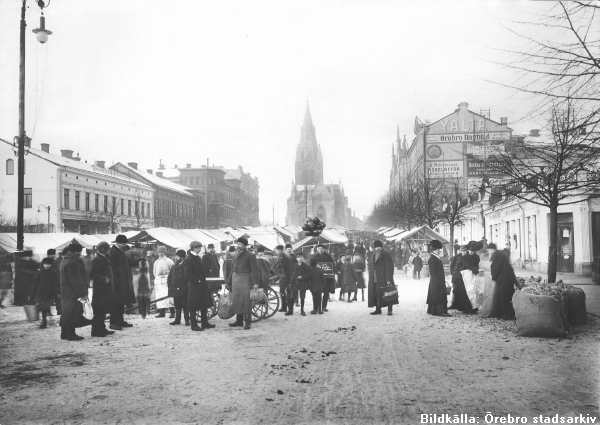
Hindersmässan på Stortorget år 1912. De Atterlingska basarerna till höger, där Kompassen ligger idag.

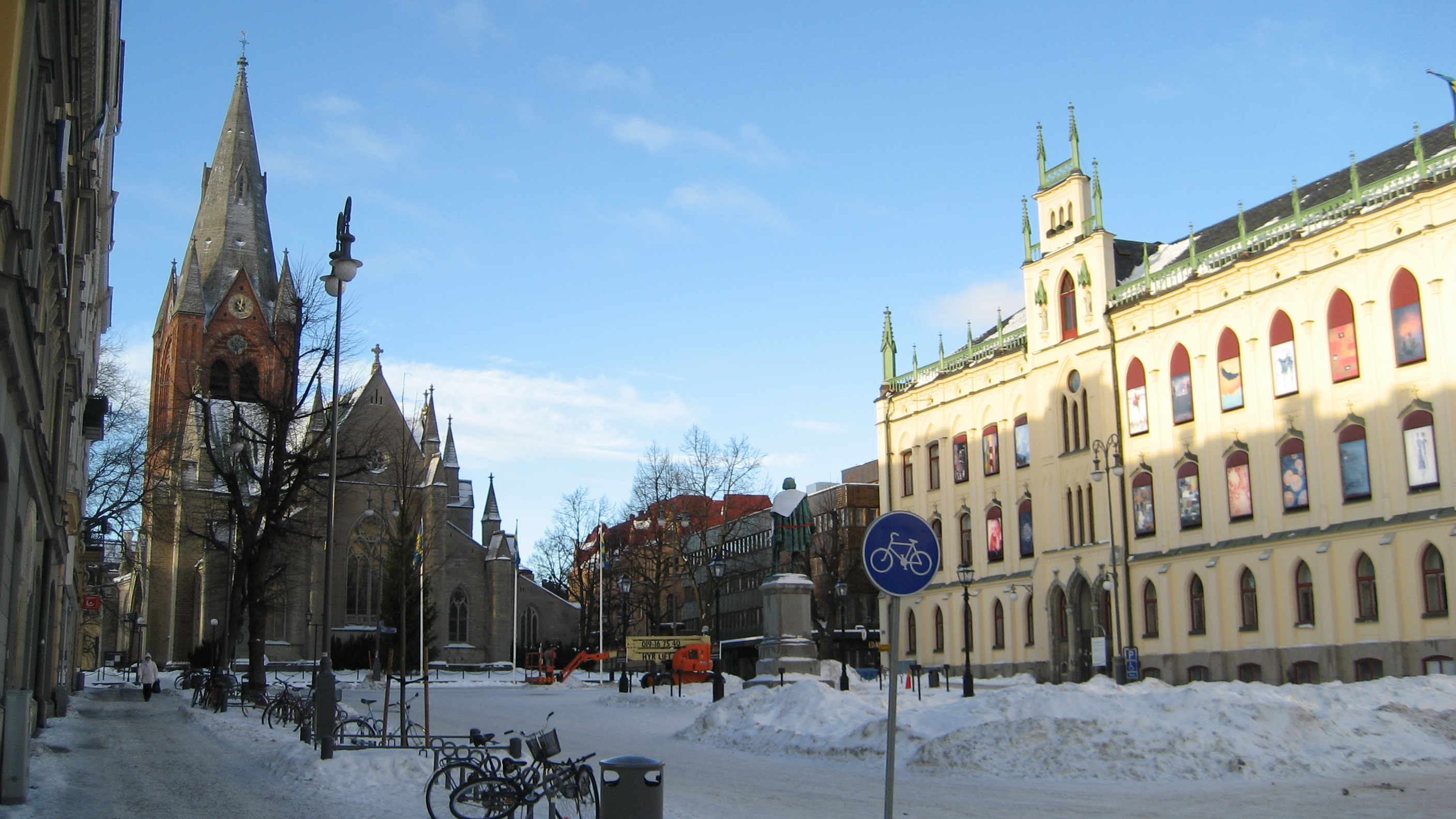
Torget under vintertid med Sankt Nicolai kyrkan till vänster och Rådhuset till höger.

Stortorget i Örebro ligger centralt mellan Drottninggatan och Trädgårdsgatan. Platsen korsas också av Kungsgatan och Köpmangatan. Från början kallades torget Stora torget och innefattade endast ytan mellan Drottninggatan och Köpmangatan. Efter 1854 års stadsbrand, då stora delar av trästaden Örebro förstördes, bestämde man att torget skulle förlängas till Kungsgatan för att i framtiden fungera som eldbarriär. 
År 1880 förlängdes torget ytterligare till sin nuvarande omfattning och fick en östlig fond i form av Oskarsparken. Innan denna förlängning hade ytan använts som medicinalträdgård. Stortorget är, med sina 362 meter, ett av Sveriges längsta torg. Platsen sluttar neråt i östlig riktning på grund av den rullstensås som löper genom centrala Örebro. Här bedrivs torghandel och marknaden Hindersmässan i slutet av januari varje år.

## Byggnader och konstverk vid torget
Torget avgränsas västerut av Nikolaikyrkan från 1200-talet. Vid torgets västra del ligger också rådhuset i nygotisk stil från 1863. Mittemot Rådhuset finns en staty från 1865, föreställande Engelbrekt Engelbrektsson av Carl Gustaf Qvarnström. Vid Kungsgatan finns en fontän, vars riktiga namn är Gamla normer nya former, men som i folkmun går under namnet "Likkistan" på grund av sin form. Den är utförd av konstnärerna Göran Lange och Jenö Debröczy, samt arkitekten Laszlo Marko, och invigdes 1970.
Vid torgets östra del ligger Länsstyrelsens kontor, vilket tidigare fungerade som polishus. Vid Stortorget ligger vidare Behrn Hotell och gallerian Kompassen. Tidigare låg här Atterlingska basarerna. Längre ner på Stortorget låg tidigare Saluhallen.